# 1628
Portal Geschichte | Portal Biografien | Aktuelle Ereignisse | Jahreskalender | Tagesartikel

◄ |
16. Jahrhundert |
17. Jahrhundert
| 18. Jahrhundert | ►

◄ |
1590er |
1600er |
1610er |
1620er
| 1630er | 1640er | 1650er | ►

◄◄ |
◄ |
1624 |
1625 |
1626 |
1627 |
1628
| 1629 | 1630 | 1631 | 1632 | ► | ►►
Staatsoberhäupter  · Nekrolog   · Musikjahr
| Januar | Januar | Januar | Januar | Januar | Januar | Januar | Januar |
| Kw     | Mo     | Di     | Mi     | Do     | Fr     | Sa     | So     |
| ------ | ------ | ------ | ------ | ------ | ------ | ------ | ------ |
| 52     |        |        |        |        |        | 1      | 2      |
| 1      | 3      | 4      | 5      | 6      | 7      | 8      | 9      |
| 2      | 10     | 11     | 12     | 13     | 14     | 15     | 16     |
| 3      | 17     | 18     | 19     | 20     | 21     | 22     | 23     |
| 4      | 24     | 25     | 26     | 27     | 28     | 29     | 30     |
| 5      | 31     |        |        |        |        |        |        |

| Februar | Februar | Februar | Februar | Februar | Februar | Februar | Februar |
| Kw      | Mo      | Di      | Mi      | Do      | Fr      | Sa      | So      |
| ------- | ------- | ------- | ------- | ------- | ------- | ------- | ------- |
| 5       |         | 1       | 2       | 3       | 4       | 5       | 6       |
| 6       | 7       | 8       | 9       | 10      | 11      | 12      | 13      |
| 7       | 14      | 15      | 16      | 17      | 18      | 19      | 20      |
| 8       | 21      | 22      | 23      | 24      | 25      | 26      | 27      |
| 9       | 28      | 29      |         |         |         |         |         |

| März | März | März | März | März | März | März | März |
| Kw   | Mo   | Di   | Mi   | Do   | Fr   | Sa   | So   |
| ---- | ---- | ---- | ---- | ---- | ---- | ---- | ---- |
| 9    |      |      | 1    | 2    | 3    | 4    | 5    |
| 10   | 6    | 7    | 8    | 9    | 10   | 11   | 12   |
| 11   | 13   | 14   | 15   | 16   | 17   | 18   | 19   |
| 12   | 20   | 21   | 22   | 23   | 24   | 25   | 26   |
| 13   | 27   | 28   | 29   | 30   | 31   |      |      |

| April | April | April | April | April | April | April | April |
| Kw    | Mo    | Di    | Mi    | Do    | Fr    | Sa    | So    |
| ----- | ----- | ----- | ----- | ----- | ----- | ----- | ----- |
| 13    |       |       |       |       |       | 1     | 2     |
| 14    | 3     | 4     | 5     | 6     | 7     | 8     | 9     |
| 15    | 10    | 11    | 12    | 13    | 14    | 15    | 16    |
| 16    | 17    | 18    | 19    | 20    | 21    | 22    | 23    |
| 17    | 24    | 25    | 26    | 27    | 28    | 29    | 30    |

| Mai | Mai | Mai | Mai | Mai | Mai | Mai | Mai |
| Kw  | Mo  | Di  | Mi  | Do  | Fr  | Sa  | So  |
| --- | --- | --- | --- | --- | --- | --- | --- |
| 18  | 1   | 2   | 3   | 4   | 5   | 6   | 7   |
| 19  | 8   | 9   | 10  | 11  | 12  | 13  | 14  |
| 20  | 15  | 16  | 17  | 18  | 19  | 20  | 21  |
| 21  | 22  | 23  | 24  | 25  | 26  | 27  | 28  |
| 22  | 29  | 30  | 31  |     |     |     |     |

| Juni | Juni | Juni | Juni | Juni | Juni | Juni | Juni |
| Kw   | Mo   | Di   | Mi   | Do   | Fr   | Sa   | So   |
| ---- | ---- | ---- | ---- | ---- | ---- | ---- | ---- |
| 22   |      |      |      | 1    | 2    | 3    | 4    |
| 23   | 5    | 6    | 7    | 8    | 9    | 10   | 11   |
| 24   | 12   | 13   | 14   | 15   | 16   | 17   | 18   |
| 25   | 19   | 20   | 21   | 22   | 23   | 24   | 25   |
| 26   | 26   | 27   | 28   | 29   | 30   |      |      |

| Juli | Juli | Juli | Juli | Juli | Juli | Juli | Juli |
| Kw   | Mo   | Di   | Mi   | Do   | Fr   | Sa   | So   |
| ---- | ---- | ---- | ---- | ---- | ---- | ---- | ---- |
| 26   |      |      |      |      |      | 1    | 2    |
| 27   | 3    | 4    | 5    | 6    | 7    | 8    | 9    |
| 28   | 10   | 11   | 12   | 13   | 14   | 15   | 16   |
| 29   | 17   | 18   | 19   | 20   | 21   | 22   | 23   |
| 30   | 24   | 25   | 26   | 27   | 28   | 29   | 30   |
| 31   | 31   |      |      |      |      |      |      |

| August | August | August | August | August | August | August | August |
| Kw     | Mo     | Di     | Mi     | Do     | Fr     | Sa     | So     |
| ------ | ------ | ------ | ------ | ------ | ------ | ------ | ------ |
| 31     |        | 1      | 2      | 3      | 4      | 5      | 6      |
| 32     | 7      | 8      | 9      | 10     | 11     | 12     | 13     |
| 33     | 14     | 15     | 16     | 17     | 18     | 19     | 20     |
| 34     | 21     | 22     | 23     | 24     | 25     | 26     | 27     |
| 35     | 28     | 29     | 30     | 31     |        |        |        |

| September | September | September | September | September | September | September | September |
| Kw        | Mo        | Di        | Mi        | Do        | Fr        | Sa        | So        |
| --------- | --------- | --------- | --------- | --------- | --------- | --------- | --------- |
| 35        |           |           |           |           | 1         | 2         | 3         |
| 36        | 4         | 5         | 6         | 7         | 8         | 9         | 10        |
| 37        | 11        | 12        | 13        | 14        | 15        | 16        | 17        |
| 38        | 18        | 19        | 20        | 21        | 22        | 23        | 24        |
| 39        | 25        | 26        | 27        | 28        | 29        | 30        |           |

| Oktober | Oktober | Oktober | Oktober | Oktober | Oktober | Oktober | Oktober |
| Kw      | Mo      | Di      | Mi      | Do      | Fr      | Sa      | So      |
| ------- | ------- | ------- | ------- | ------- | ------- | ------- | ------- |
| 39      |         |         |         |         |         |         | 1       |
| 40      | 2       | 3       | 4       | 5       | 6       | 7       | 8       |
| 41      | 9       | 10      | 11      | 12      | 13      | 14      | 15      |
| 42      | 16      | 17      | 18      | 19      | 20      | 21      | 22      |
| 43      | 23      | 24      | 25      | 26      | 27      | 28      | 29      |
| 44      | 30      | 31      |         |         |         |         |         |

| November | November | November | November | November | November | November | November |
| Kw       | Mo       | Di       | Mi       | Do       | Fr       | Sa       | So       |
| -------- | -------- | -------- | -------- | -------- | -------- | -------- | -------- |
| 44       |          |          | 1        | 2        | 3        | 4        | 5        |
| 45       | 6        | 7        | 8        | 9        | 10       | 11       | 12       |
| 46       | 13       | 14       | 15       | 16       | 17       | 18       | 19       |
| 47       | 20       | 21       | 22       | 23       | 24       | 25       | 26       |
| 48       | 27       | 28       | 29       | 30       |          |          |          |

| Dezember | Dezember | Dezember | Dezember | Dezember | Dezember | Dezember | Dezember |
| Kw       | Mo       | Di       | Mi       | Do       | Fr       | Sa       | So       |
| -------- | -------- | -------- | -------- | -------- | -------- | -------- | -------- |
| 48       |          |          |          |          | 1        | 2        | 3        |
| 49       | 4        | 5        | 6        | 7        | 8        | 9        | 10       |
| 50       | 11       | 12       | 13       | 14       | 15       | 16       | 17       |
| 51       | 18       | 19       | 20       | 21       | 22       | 23       | 24       |
| 52       | 25       | 26       | 27       | 28       | 29       | 30       | 31       |

| Januar | Januar | Januar | Januar | Januar | Januar | Januar | Januar |
| Kw     | Mo     | Di     | Mi     | Do     | Fr     | Sa     | So     |
| ------ | ------ | ------ | ------ | ------ | ------ | ------ | ------ |
| 52     |        |        |        |        |        | 1      | 2      |
| 1      | 3      | 4      | 5      | 6      | 7      | 8      | 9      |
| 2      | 10     | 11     | 12     | 13     | 14     | 15     | 16     |
| 3      | 17     | 18     | 19     | 20     | 21     | 22     | 23     |
| 4      | 24     | 25     | 26     | 27     | 28     | 29     | 30     |
| 5      | 31     |        |        |        |        |        |        |

| Februar | Februar | Februar | Februar | Februar | Februar | Februar | Februar |
| Kw      | Mo      | Di      | Mi      | Do      | Fr      | Sa      | So      |
| ------- | ------- | ------- | ------- | ------- | ------- | ------- | ------- |
| 5       |         | 1       | 2       | 3       | 4       | 5       | 6       |
| 6       | 7       | 8       | 9       | 10      | 11      | 12      | 13      |
| 7       | 14      | 15      | 16      | 17      | 18      | 19      | 20      |
| 8       | 21      | 22      | 23      | 24      | 25      | 26      | 27      |
| 9       | 28      | 29      |         |         |         |         |         |

| März | März | März | März | März | März | März | März |
| Kw   | Mo   | Di   | Mi   | Do   | Fr   | Sa   | So   |
| ---- | ---- | ---- | ---- | ---- | ---- | ---- | ---- |
| 9    |      |      | 1    | 2    | 3    | 4    | 5    |
| 10   | 6    | 7    | 8    | 9    | 10   | 11   | 12   |
| 11   | 13   | 14   | 15   | 16   | 17   | 18   | 19   |
| 12   | 20   | 21   | 22   | 23   | 24   | 25   | 26   |
| 13   | 27   | 28   | 29   | 30   | 31   |      |      |

| April | April | April | April | April | April | April | April |
| Kw    | Mo    | Di    | Mi    | Do    | Fr    | Sa    | So    |
| ----- | ----- | ----- | ----- | ----- | ----- | ----- | ----- |
| 13    |       |       |       |       |       | 1     | 2     |
| 14    | 3     | 4     | 5     | 6     | 7     | 8     | 9     |
| 15    | 10    | 11    | 12    | 13    | 14    | 15    | 16    |
| 16    | 17    | 18    | 19    | 20    | 21    | 22    | 23    |
| 17    | 24    | 25    | 26    | 27    | 28    | 29    | 30    |

| Mai | Mai | Mai | Mai | Mai | Mai | Mai | Mai |
| Kw  | Mo  | Di  | Mi  | Do  | Fr  | Sa  | So  |
| --- | --- | --- | --- | --- | --- | --- | --- |
| 18  | 1   | 2   | 3   | 4   | 5   | 6   | 7   |
| 19  | 8   | 9   | 10  | 11  | 12  | 13  | 14  |
| 20  | 15  | 16  | 17  | 18  | 19  | 20  | 21  |
| 21  | 22  | 23  | 24  | 25  | 26  | 27  | 28  |
| 22  | 29  | 30  | 31  |     |     |     |     |

| Juni | Juni | Juni | Juni | Juni | Juni | Juni | Juni |
| Kw   | Mo   | Di   | Mi   | Do   | Fr   | Sa   | So   |
| ---- | ---- | ---- | ---- | ---- | ---- | ---- | ---- |
| 22   |      |      |      | 1    | 2    | 3    | 4    |
| 23   | 5    | 6    | 7    | 8    | 9    | 10   | 11   |
| 24   | 12   | 13   | 14   | 15   | 16   | 17   | 18   |
| 25   | 19   | 20   | 21   | 22   | 23   | 24   | 25   |
| 26   | 26   | 27   | 28   | 29   | 30   |      |      |

| Juli | Juli | Juli | Juli | Juli | Juli | Juli | Juli |
| Kw   | Mo   | Di   | Mi   | Do   | Fr   | Sa   | So   |
| ---- | ---- | ---- | ---- | ---- | ---- | ---- | ---- |
| 26   |      |      |      |      |      | 1    | 2    |
| 27   | 3    | 4    | 5    | 6    | 7    | 8    | 9    |
| 28   | 10   | 11   | 12   | 13   | 14   | 15   | 16   |
| 29   | 17   | 18   | 19   | 20   | 21   | 22   | 23   |
| 30   | 24   | 25   | 26   | 27   | 28   | 29   | 30   |
| 31   | 31   |      |      |      |      |      |      |

| August | August | August | August | August | August | August | August |
| Kw     | Mo     | Di     | Mi     | Do     | Fr     | Sa     | So     |
| ------ | ------ | ------ | ------ | ------ | ------ | ------ | ------ |
| 31     |        | 1      | 2      | 3      | 4      | 5      | 6      |
| 32     | 7      | 8      | 9      | 10     | 11     | 12     | 13     |
| 33     | 14     | 15     | 16     | 17     | 18     | 19     | 20     |
| 34     | 21     | 22     | 23     | 24     | 25     | 26     | 27     |
| 35     | 28     | 29     | 30     | 31     |        |        |        |

| September | September | September | September | September | September | September | September |
| Kw        | Mo        | Di        | Mi        | Do        | Fr        | Sa        | So        |
| --------- | --------- | --------- | --------- | --------- | --------- | --------- | --------- |
| 35        |           |           |           |           | 1         | 2         | 3         |
| 36        | 4         | 5         | 6         | 7         | 8         | 9         | 10        |
| 37        | 11        | 12        | 13        | 14        | 15        | 16        | 17        |
| 38        | 18        | 19        | 20        | 21        | 22        | 23        | 24        |
| 39        | 25        | 26        | 27        | 28        | 29        | 30        |           |

| Oktober | Oktober | Oktober | Oktober | Oktober | Oktober | Oktober | Oktober |
| Kw      | Mo      | Di      | Mi      | Do      | Fr      | Sa      | So      |
| ------- | ------- | ------- | ------- | ------- | ------- | ------- | ------- |
| 39      |         |         |         |         |         |         | 1       |
| 40      | 2       | 3       | 4       | 5       | 6       | 7       | 8       |
| 41      | 9       | 10      | 11      | 12      | 13      | 14      | 15      |
| 42      | 16      | 17      | 18      | 19      | 20      | 21      | 22      |
| 43      | 23      | 24      | 25      | 26      | 27      | 28      | 29      |
| 44      | 30      | 31      |         |         |         |         |         |

| November | November | November | November | November | November | November | November |
| Kw       | Mo       | Di       | Mi       | Do       | Fr       | Sa       | So       |
| -------- | -------- | -------- | -------- | -------- | -------- | -------- | -------- |
| 44       |          |          | 1        | 2        | 3        | 4        | 5        |
| 45       | 6        | 7        | 8        | 9        | 10       | 11       | 12       |
| 46       | 13       | 14       | 15       | 16       | 17       | 18       | 19       |
| 47       | 20       | 21       | 22       | 23       | 24       | 25       | 26       |
| 48       | 27       | 28       | 29       | 30       |          |          |          |

| Dezember | Dezember | Dezember | Dezember | Dezember | Dezember | Dezember | Dezember |
| Kw       | Mo       | Di       | Mi       | Do       | Fr       | Sa       | So       |
| -------- | -------- | -------- | -------- | -------- | -------- | -------- | -------- |
| 48       |          |          |          |          | 1        | 2        | 3        |
| 49       | 4        | 5        | 6        | 7        | 8        | 9        | 10       |
| 50       | 11       | 12       | 13       | 14       | 15       | 16       | 17       |
| 51       | 18       | 19       | 20       | 21       | 22       | 23       | 24       |
| 52       | 25       | 26       | 27       | 28       | 29       | 30       | 31       |

## Ereignisse

### Politik und Weltgeschehen

#### Dreißigjähriger Krieg
- 26. Januar: Der Feldherr Wallenstein erwirbt durch heimlichen Kauf von Kaiser Ferdinand II. die beiden Herzogtümer Mecklenburg-Schwerin und Mecklenburg-Güstrow. Die bisherigen Herzöge werden von ihm zum Verlassen ihres Landes aufgefordert.
- 1. Februar: Kaiser Ferdinand II. entbindet alle Untertanen Mecklenburgs vom Eid gegenüber den Herzögen Adolf Friedrich I. und Johann Albrecht II.

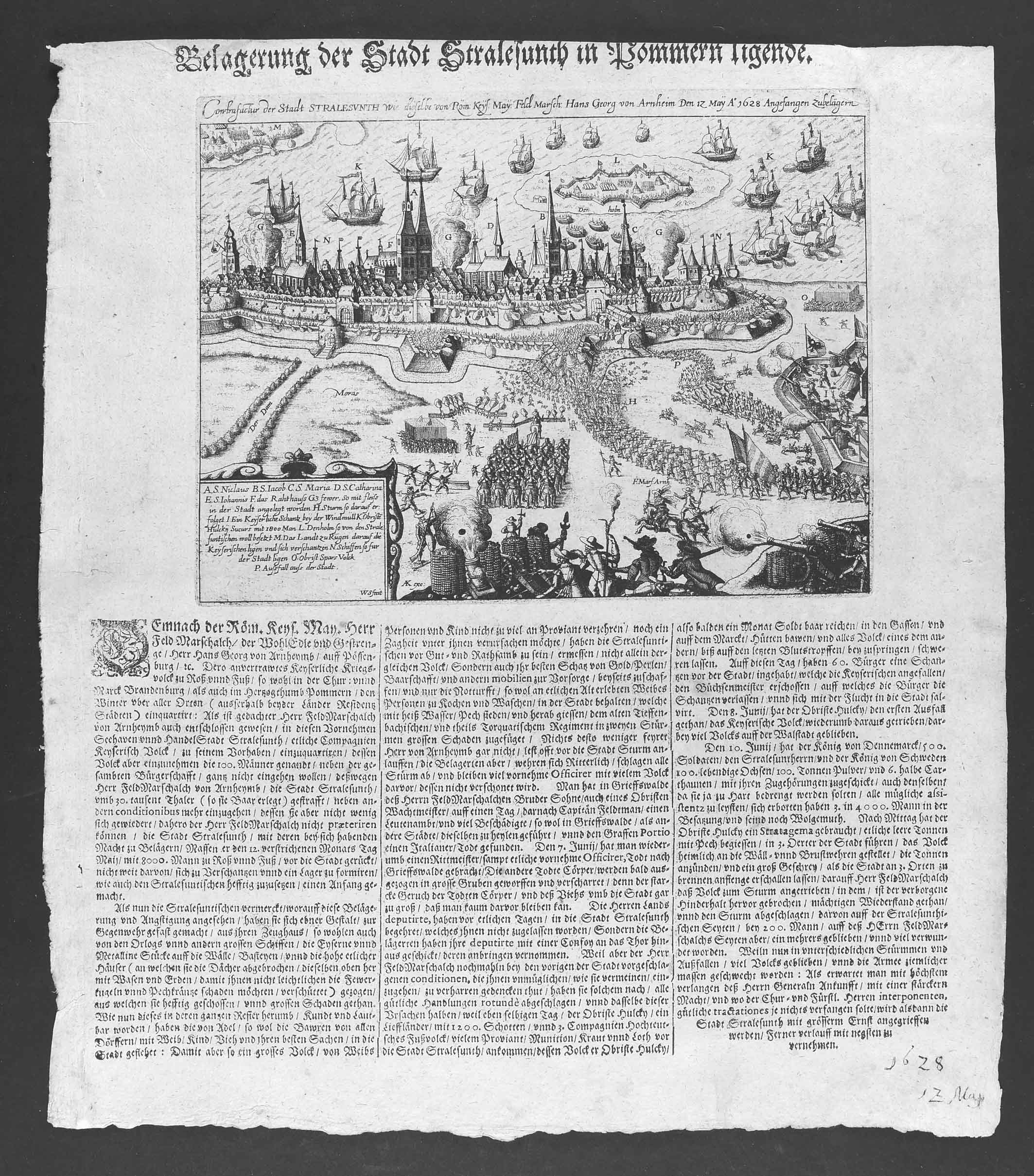
Flugblatt mit der Beschreibung der Belagerung von Stralsund

- 23. Mai: Die Belagerung Stralsunds im Dreißigjährigen Krieg durch Wallenstein beginnt. Im Zuge der Belagerung werden von den Verteidigern mehrere Verteidigungsanlagen, darunter auch die Prosnitzer Schanze am Strelasund, errichtet.
- 3. August: Die Belagerung Stralsunds durch die Truppen Wallensteins endet erfolglos mit dem Abzug der letzten Einheiten.
- 2. September: In der Schlacht bei Wolgast setzen sich die kaiserlichen Truppen Wallensteins gegen die von den Dänen kurz zuvor eroberte pommersche Stadt durch. Dänemarks König Christian IV. flieht nach der Niederlage in sein Reich.
- Der kaiserliche Feldherr Herzog Albrecht von Wallenstein erhebt Wilhelm Kinsky von Wchinitz und Tettau zum böhmischen Reichsgrafen.

#### Hugenottenkriege
- 28. Oktober: Die Belagerung von La Rochelle durch Truppen des französischen Königs Ludwig XIII. endet mit der Kapitulation der von Hugenotten bewohnten Stadt.

#### Weitere Ereignisse in Europa

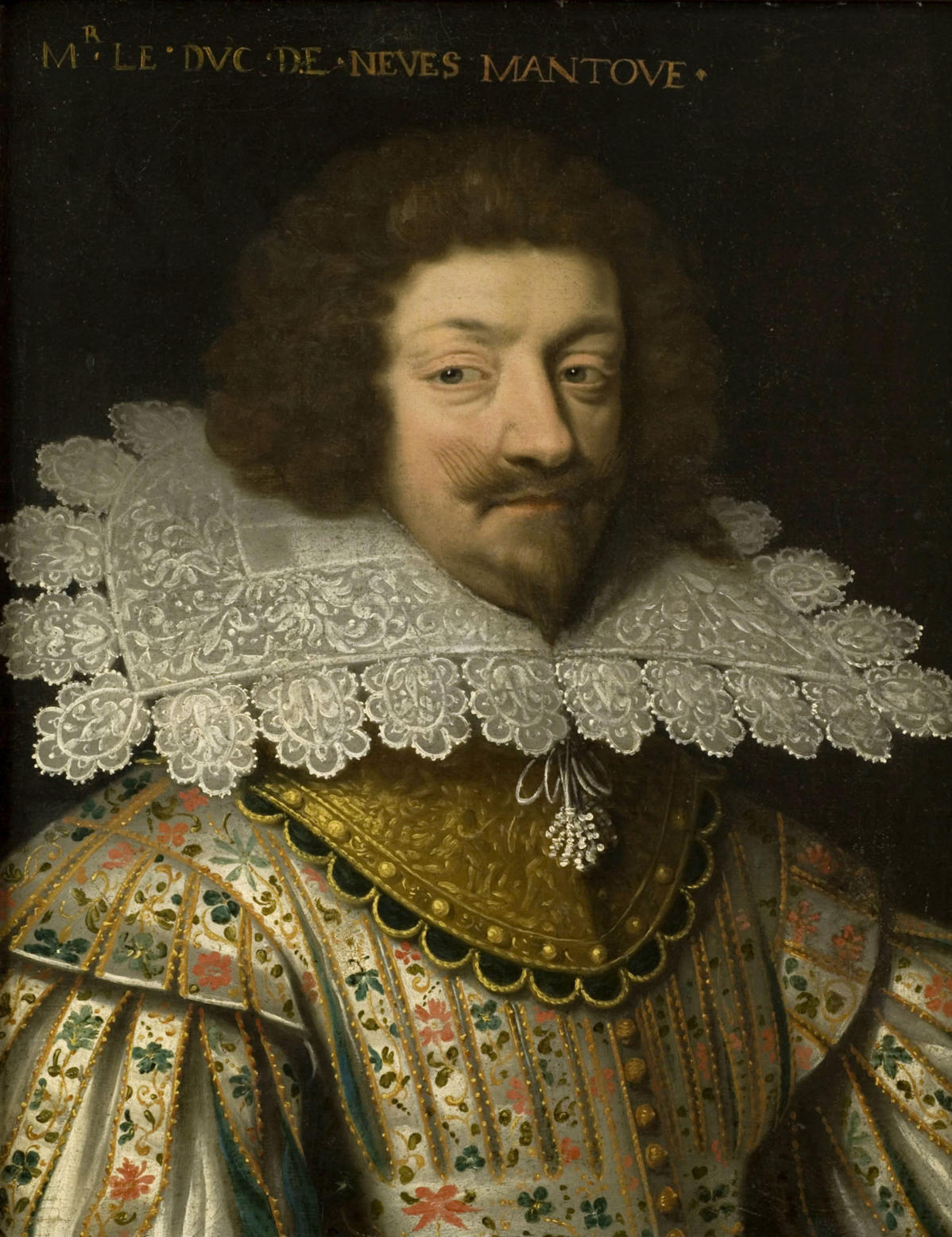
Carlo I. Gonzaga

- 17. Januar: Der Mantuanische Erbfolgekrieg beginnt: Der Herzog von Nevers, Carlo I. Gonzaga, trifft in Mantua ein und erbittet vom Kaiser die Investitur für die Reichslehen Mantua und Montferrat. Der Herzog von Savoyen, Karl Emanuel I., besetzt im Gegenzug im Frühling den nördlichen Teil des Montferrat. Der spanische Gouverneur des Herzogtums Mailand Gonzalo Fernández de Córdoba unterstützt ihn dabei vom angrenzenden Mailand aus. Spanische Truppen stoßen zur Hauptstadt Casale vor. Sie belagern die gut befestigte Stadt, können sie aber nicht erobern.
- 22. Februar: Kaiser Ferdinand II. überträgt Kurfürst Maximilian I. von Bayern das Recht, seine Kurwürde zu vererben.
- 7. Juni: Karl I. von England akzeptiert die Petition of Right.
- 6. August: Der Bamberger Bürgermeister Johannes Junius wird nach einem Geständnis unter Folter als Hexer auf dem Scheiterhaufen verbrannt.
- 10. August: Das schwedische Kriegsschiff Vasa sinkt wegen seiner Topplastigkeit auf seiner Jungfernfahrt schon im Hafen von Stockholm.

#### Asien
- 14. Februar: Shah Jahan wird als Nachfolger seines im Vorjahr verstorbenen Vaters Jahangir zum Großmogul von Indien gekrönt.

#### Nordamerika
- Nach vierjährigem Krieg besiegen die Mohawk die Mahican und werden zu den wichtigsten Handelspartnern der Niederländer in Nieuw Nederland.

#### Karibik
- 17. September: Der holländische Freibeuter Piet Pieterszoon Heyn, Admiral in Diensten der Niederländischen Westindien-Kompanie, erobert in der Bucht von Matanzas die spanische Silberflotte.

### Wissenschaft und Technik

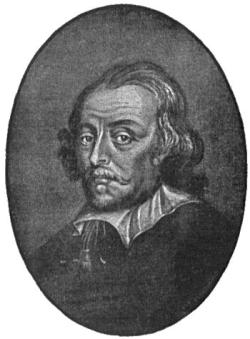
William Harvey, Gemälde von Daniel Mytens

- Der englische Arzt und Anatom William Harvey veröffentlicht seine Studien über den Blutkreislauf.
- René Descartes schreibt sein Werk Regeln zur Ausrichtung der Erkenntniskraft, das posthum 1701 veröffentlicht wird.

### Kultur

#### Bildende Kunst

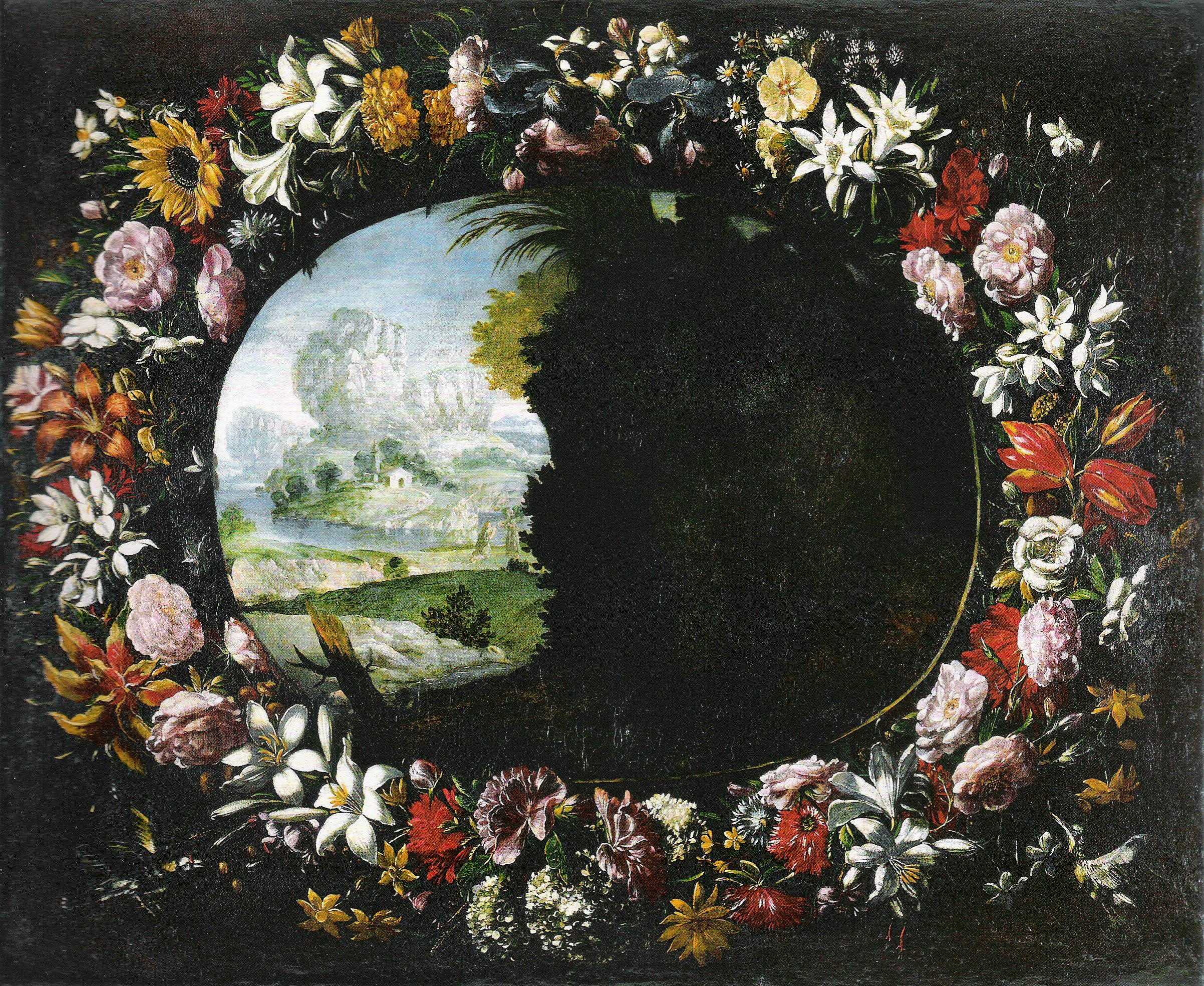
Juan van der Hamen y León: Girlande mit Landschaft, Öl auf Leinwand, 1628

- Der Spanier Juan van der Hamen y León fertigt zwei Ölgemälde mit dem Namen Girlande mit Landschaft.
- Gian Lorenzo Bernini vollendet den Hochaltar in der Kirche Sant’Agostino in Campo Marzio in Rom.

#### Musik und Theater

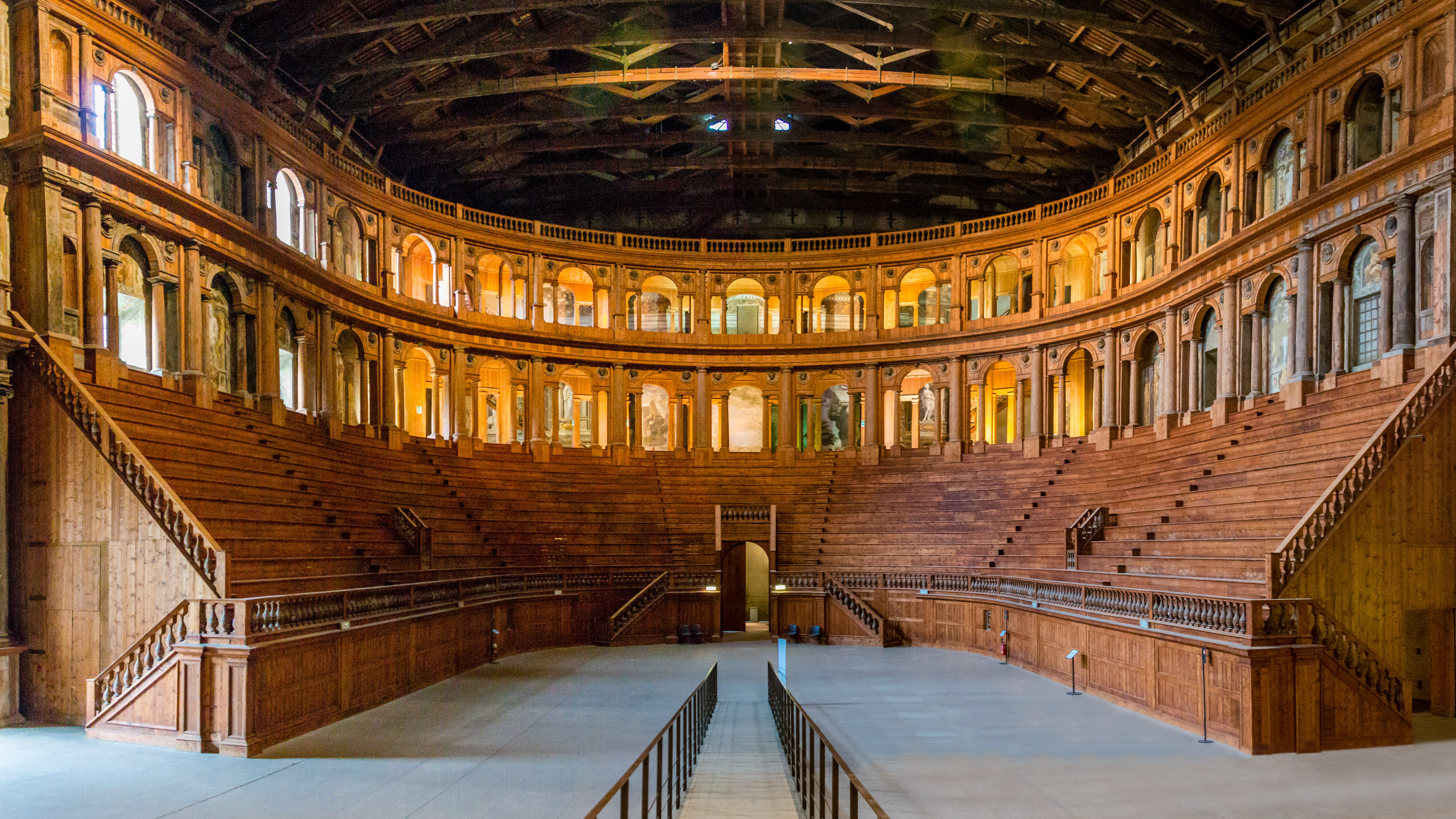
Blick in den Zuschauerraum des Teatro Farnese

- 21. Dezember: Das barocke Teatro Farnese am Parmenser Hof wird aus Anlass der Hochzeit des Herzogssohns Odoardo erstmals bespielt. Gegeben wird das Schauspiel Mercurio e Marte von Claudio Achillini mit Musik von Claudio Monteverdi, dabei wird auch eine Seeschlacht geboten. Wegen des hohen Aufwands dieser Art von höfischen Produktionen wird das Theater bis 1732 nur insgesamt neun Mal bespielt.

### Religion
- Das Päpstliche Irische Kolleg zur Ausbildung irischer katholischer Priester wird mit Genehmigung von Papst Urban VIII. in Rom gegründet.
- Im Zuge der Rekatholisierung während des Dreißigjährigen Krieges wird das Kloster Bensheim gegründet.

### Natur und Umwelt
- 1628 gilt als ein „Jahr ohne Sommer“, als Tiefpunkt einer kleinen Eiszeit. Dies wurde von den Zeitgenossen dem Hexenunwesen zugerechnet.

## Historische Karten und Ansichten

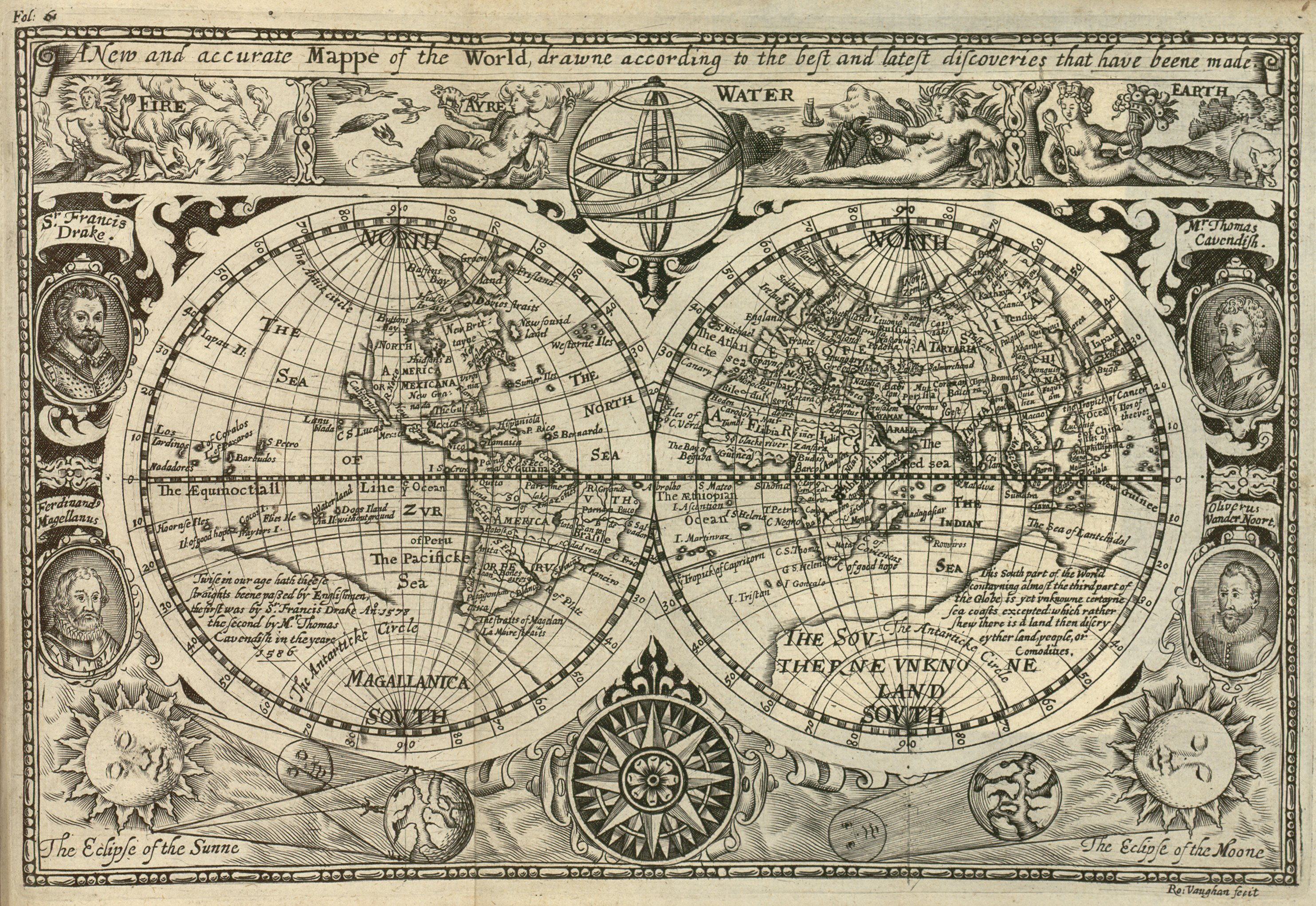
Robert Vaughan: A New and accurate Mappe of the World, London 1628

## Geboren

### Januar bis März
- 01. Januar: Christoph Bernhard, deutscher Komponist, Kapellmeister und Musiktheoretiker († 1692)
- 03. Januar: Alvise Mocenigo II., 110. Doge von Venedig († 1709)
- 08. Januar: François-Henri de Montmorency-Luxembourg, französischer Heerführer, Pair und Marschall von Frankreich († 1695)
- 12. Januar: Charles Perrault, französischer Schriftsteller, der vor allem durch seine Märchensammlung berühmt wurde († 1703)
- 13. Januar: Frans Burman, niederländischer reformierter Theologe († 1679)
- 30. Januar: George Villiers, 2. Duke of Buckingham, Diplomat, Minister und einflussreiche Persönlichkeit in England († 1687)
- 01. Februar: Jan Hackaert, niederländischer Maler († nach 1685, vermutlich um 1700)
- 02. Februar: Michał Frencel, sorbischer Pfarrer und Bibelübersetzer († 1706)
- 05. Februar: César d’Estrées, französischer Kleriker und Diplomat († 1714)
- 25. Februar: Giulio Broggio, Architekt und Baumeister italienischer oder Schweizer Herkunft († 1718)
- 02. März: Cornelis Speelman, Generalgouverneur von Niederländisch-Ostindien († 1684)

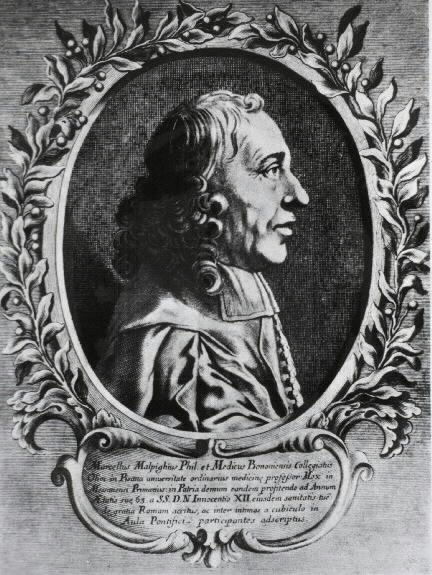
Marcello Malpighi

- 10. März: Marcello Malpighi, italienischer Anatom, der als Begründer der Pflanzenanatomie und vergleichenden Physiologie gilt († 1694)
- 17. März: François Girardon, französischer Bildhauer († 1715)
- 17. März: Johannes Scheibler, deutscher evangelischer Geistlicher († 1689)
- 24. März: Sophie Amalie von Braunschweig-Calenberg, Königin von Dänemark und Norwegen († 1685)

### April bis Dezember
- 02. April: Constantin Christian Dedekind, deutscher Komponist und Dichter († 1715)
- 20. April: Johann Fink, deutscher Maler († 1675)
- 22. April: Georg Matthäus Vischer, Topograph und Geistlicher († 1696)
- 15. Mai: Dominique Bouhours, französischer Jesuitenpriester, Philologe, Historiker und Verfasser († 1702)
- 15. Mai: Carlo Cignani, italienischer Maler († 1719)
- 17. Mai: Ferdinand Karl, Landesfürst von Tirol († 1662)
- 04. Juni: Christoph Delphicus von Dohna, Oberkammerherr der Königin von Schweden († 1668)
- 21. Juni: Johann Michael Strauß († 1692), deutscher lutherischer Theologe
- 08. Juli: Abraham Wild, Schweizer evangelischer Geistlicher († 1689)
- 11. Juli: Tokugawa Mitsukuni, Fürst von Mito, japanischer Historiker und Philosoph († 1701)
- 12. Juli: Henry Howard, 6. Duke of Norfolk, englischer Adeliger († 1684)
- 24. August: Wilhelm Leyser II., deutscher Jurist und Rechtswissenschaftler († 1689)
- 29. September: Franz Wilhelm von Fürstenberg, Landkomtur der Ballei Westfalen des Deutschen Ordens († 1688)
- 29. September: Conrad von Rosen, livländischer General, Marschall von Frankreich und von Irland († 1715)
- 05. Oktober: Oswald Onghers, flämischer Maler († 1706)
- 18. November: Eleonora Magdalena von Mantua-Nevers-Gonzaga, dritte Ehefrau Kaiser Ferdinands III. († 1686)
- 25. November: Andreas Concius, deutscher Mathematiker († 1682)
- 28. November: John Bunyan, Baptistenprediger und Schriftsteller aus England († 1688)
- 02. Dezember: August Friedrich Mockel, Bürgermeister von Heilbronn († 1694)
- 12. Dezember: Anna Salome von Manderscheid-Blankenheim, Äbtissin des Frauenstifts Thorn und Fürstäbtissin des Stifts Essen († 1691)
- 25. Dezember: Noël Coypel, französischer Maler († 1707)

### Genaues Geburtsdatum unbekannt
- Johann Heinrich von Anethan, deutscher Generalvikar und Weihbischof († 1693)
- Anne Greene, englisches Dienstmädchen und Überlebende einer Hinrichtung († 1659)

## Gestorben

### Erstes Halbjahr
- 14. Januar: Francesc Ribalta, spanischer Maler (* 1565)
- 18. Januar: Willem van den Blocke, Bildhauer und Architekt flämischer Abstammung (* um 1550)
- 23. Januar: Shahriyar, Sohn des Großmoguln Jahangir und Bruder von Shah Jahan (* 1605)
- 24. Januar: Katharina Haan, Opfer der Hexenverfolgung in Bamberg
- 28. Januar: Izaak van den Blocke, flämischstämmiger Maler des Manierismus (* um 1575)
- 29. Januar: Philipp Ernst zu Hohenlohe-Neuenstein, Graf zu Hohenlohe-Langenburg (* 1584)
- 31. Januar: Abraham van den Blocke, Architekt und Bildhauer flämischer Herkunft (* 1572)
- 01. Februar: Vincentius Schmuck, deutscher lutherischer Theologe und Kirchenlieddichter (* 1565)
- 08. Februar: François d’Escoubleau de Sourdis, französischer Erzbischof und Kardinal (* 1574)
- 15. Februar: Johannes Zölner, deutscher Rhetoriker (* 1548)
- 21. Februar: Gregor Aichinger, deutscher Komponist (* um 1564)
- 22. Februar: Pierre Dugua de Mons, französischer Adliger, Unternehmer und Entdecker (* 1588)
- 13. März: John Bull, englischer Organist und Cembalist (* 1563)
- 07. April: Magdalena Nägeli, Schweizer Patrizierin in Bern (* 1550)
- 16. April: Rudolf Christian, regierte als Graf von Ostfriesland von 1625 bis 1628 (* 1602)
- 29. Mai: Anaukpetlun, König von Hongsawadi (* 1578)
- 16. Juni: Zdeněk Vojtěch Popel von Lobkowicz, böhmischer Adeliger (* 1568)

### Zweites Halbjahr
- 11. Juli: David Origanus, deutscher Arzt, Mathematiker und Astronom (* 1558)
- 13. Juli: Robert Shirley, englischer Reisender, Abenteurer und Diplomat (* um 1581)
- 14. Juli: Georg Haan, Kanzler im Hochstift Bamberg und Opfer der Hexenverfolgung
- 18. Juli: Johann Friedrich, Herzog von Württemberg (* 1582)
- 04. August: Henrich Stoffregen, Opfer der Hexenverfolgungen in Westfalen
- 06. August: Johannes Junius, Bürgermeister von Bamberg und Opfer der Hexenverfolgung (* 1573)
- 10. August: Pieter de Vlaming van Oudshoorn, Amsterdamer Regent (* 1563)
- 23. August: George Villiers, 1. Duke of Buckingham, Günstling und leitender Minister unter den englischen Königen (* 1592)
- 25. August: Bernhardine zur Lippe, Gräfin zu Leiningen-Leiningen (* 1563)
- 28. August: Edmund Arrowsmith, englischer Jesuitenpriester (* 1585)
- 30. September: Fulke Greville, 1. Baron Brooke, englischer Staatsmann und Schriftsteller (* 1554)
- 09. Oktober: Juan Manuel de Mendoza y Luna, spanischer Offizier, Vizekönig von Neuspanien und Vizekönig von Peru (* 1571)
- 16. Oktober: François de Malherbe, französischer Schriftsteller (* 1555)
- 17. Oktober: Johann Friedrich, Herzog von Sachsen-Weimar (* 1600)
- 17. Oktober: Jacopo Palma der Jüngere, italienischer Maler (* 1548)
- 23. Oktober: Wilhelm Rinck von Baldenstein, Bischof von Basel (* 1566)
- 28. Oktober: John Felton, englischer Puritaner (* 1595)
- 28. Oktober: Eusebius Schenck, böhmischer Mediziner (* 1569)
- 30. Oktober: Elisabeth Kurtzrock, Opfer der Hexenverfolgung in Bonn (* um 1565)
- 08. November: Baldassare Croce, italienischer Maler (* 1558)
- 14. November: Nicolas Trigault, Mitglied der Societas Jesu und französischer Missionar (* 1577)
- 16. November: Paolo Quagliati, italienischer Komponist (* 1555)
- 24. November: Gregor Schönfeld der Ältere (* 1559), deutscher reformierter Theologe
- 04. Dezember: Peter Carlone, österreichischer Baumeister (* 1567)
- 04. Dezember: Thomas Platter, Schweizer Arzt und Schriftsteller (* 1574)
- 11. Dezember: Cesare d’Este, Markgraf von Montecchio (* 1552)
- 13. Dezember: Songtham, König von Ayutthaya (* 1590)

### Genaues Sterbedatum unbekannt
- Caspar Huxer, deutscher Münzmeister (* 1552)